# Bělyšov
Bělyšov je přírodní rezervace na jižním a jihovýchodním úbočí vrchu Bělýšov. Nachází se asi půl kilometru severovýchodně od Slatiny u Chudenic v okrese Klatovy. Důvodem ochrany je starý dubový porost s lípou, klenem, borovicí a bukem, ve kterém se vyskytují vzácné druhy rostlin a živočichů.

## Historie
Před vyhlášením rezervace probíhalo v lesích na jejím území běžné lesní hospodaření. Rizikovým faktorem pro ochranu přírody je probíhající myslivecké hospodaření, protože vysoké stavy zvěře mají negativní vliv na přirozenou obnovu lesa.
Chráněné území vyhlásilo ministerstvo kultury dne 17. března 1955 v kategorii státní přírodní rezervace. Přírodní rezervace je v Ústředním seznamu ochrany přírody evidována pod číslem 2412.

## Přírodní poměry
Chráněné území měří 11,5478 hektaru, nachází se v nadmořské výšce 520–651 metrů v katastrálním území Slatina u Chudenic a je součástí evropsky významné lokality Švihovské hvozdy. Území je rozdělené do tří oddělených částí, z nichž největší se nachází na jižním a jihovýchodním svahu. Zbývající dvě plochy jsou ve vyšší nadmořské výšce na východní straně kopce.

### Abiotické podmínky
Geologické podloží je tvořeno buližníky ve spodní části, které jsou překryty amfibolity ze svrchního proterozoika. V geomorfologickém členění Česka leží lokalita v celku Švihovská vrchovina, podcelku Chudenická vrchovina a okrsku Korábská vrchovina.

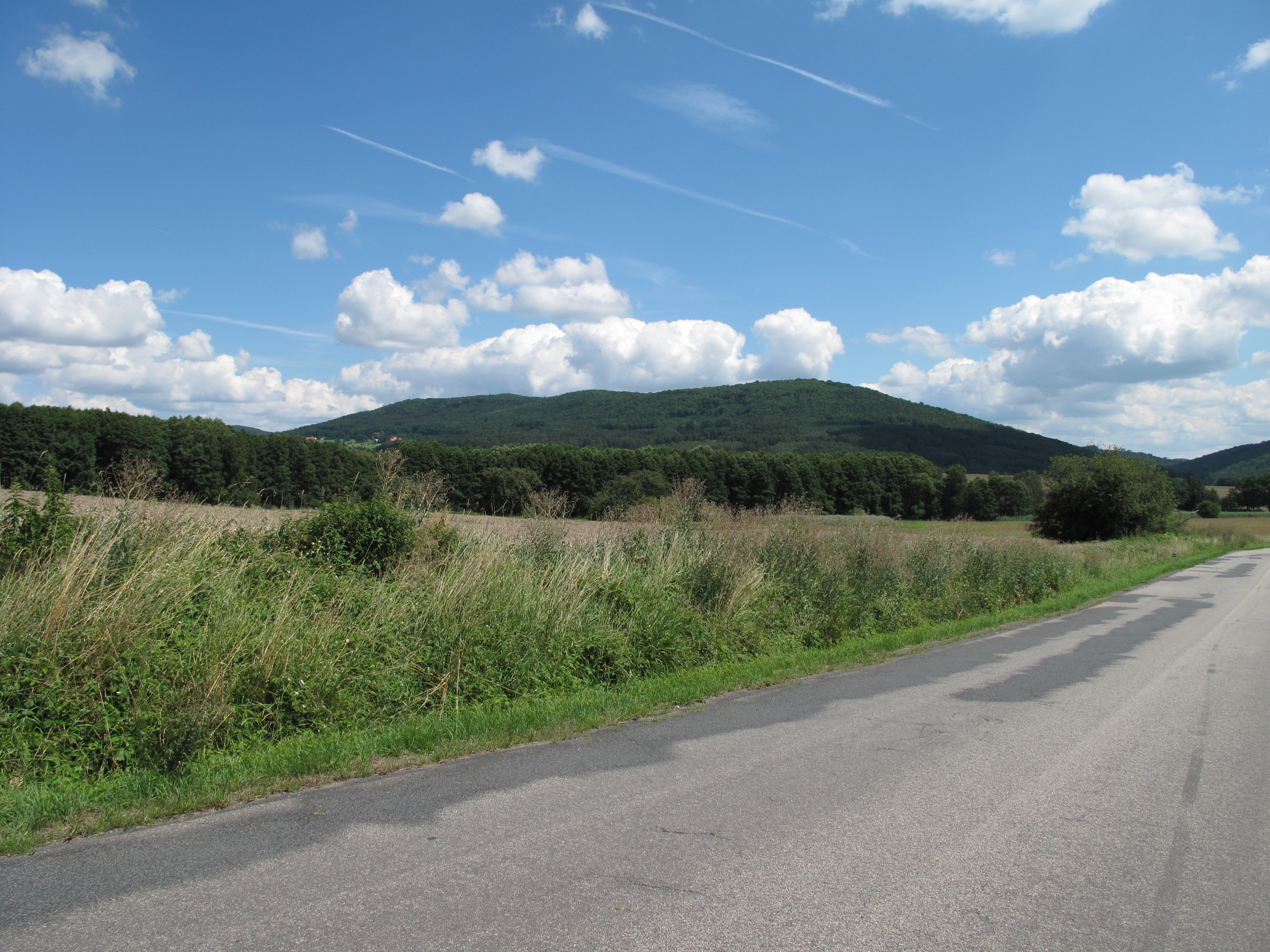
Hřeben Říčej ze silnice mezi Slatinou a Lučicí

Rezervace je součástí Bělýšovského lesa, který se nachází na strukturním hřbetu Říčej s maximální nadmořskou výškou 696 metrů. Říčej patří ke trojici souběžných hřbetů, které na jihu příčně spojuje hřbet Korábu. Strmé svahy, pokryté hlinitokamenitou sutí, porůstá vegetace, kterou místy pronikají kamenná moře a proudy. Podle půdní mapy se na svazích hřbetu vyvinul půdní typ kambizem eutrofní, která směrem od severozápadu k jihovýchodu přechází do kambizemě kyselé. V místech, kde vystupuje podloží na povrch, vznikly mělké půdy kambizem rankerová až ranker typický.
Voda ze svahů stéká do údolí potoka Poleňka, který je levostranným přítokem Úhlavy, a patří tedy k povodí Berounky. V rámci Quittovy klasifikace podnebí se chráněné území nachází v mírně teplé oblasti MT7, pro kterou jsou typické průměrné teploty −2 až −3 °C v lednu a 16–17 °C v červenci. Roční úhrn srážek dosahuje 650–750 milimetrů.

### Flóra

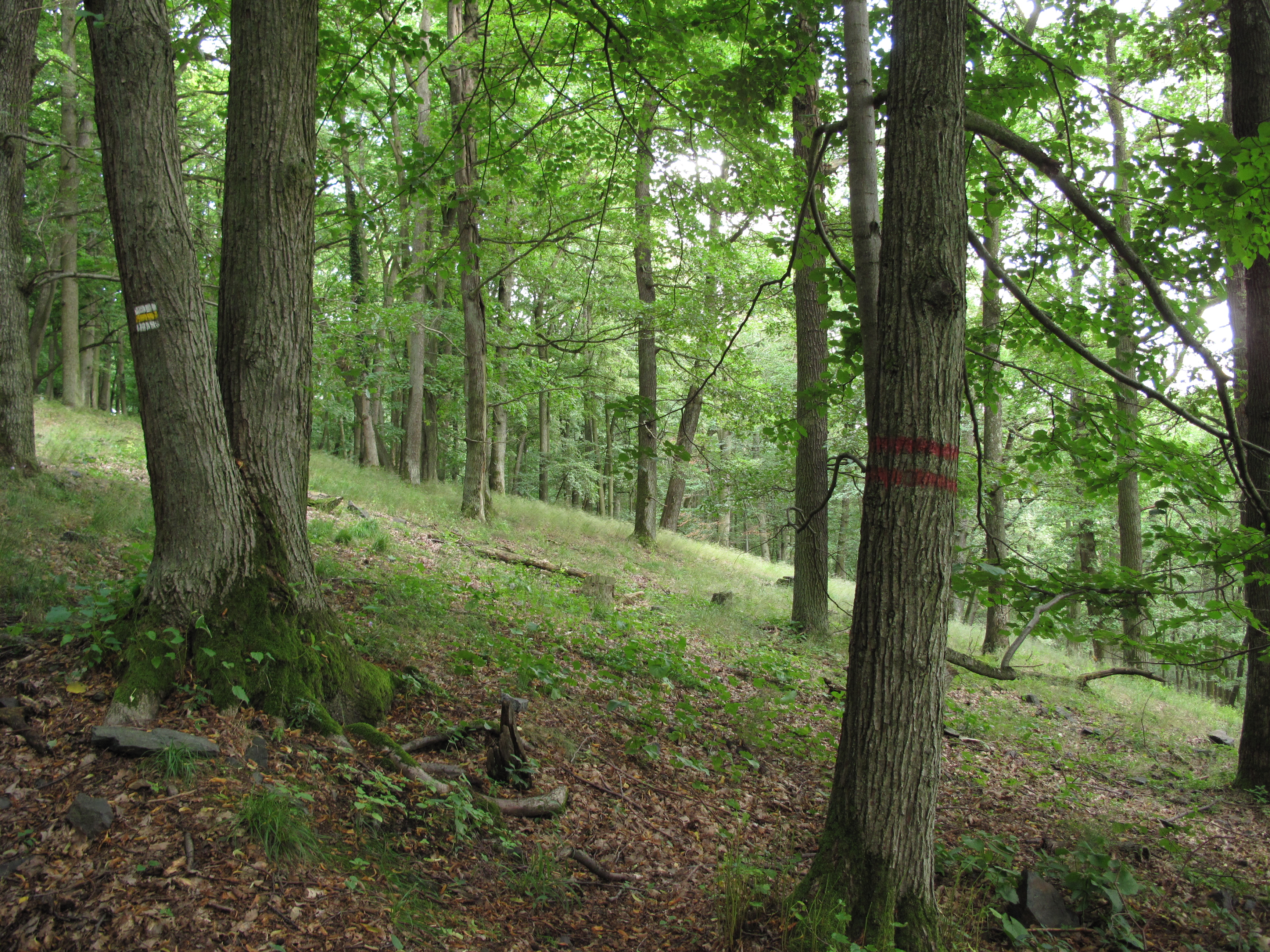
Světlý les na úbočí kopce

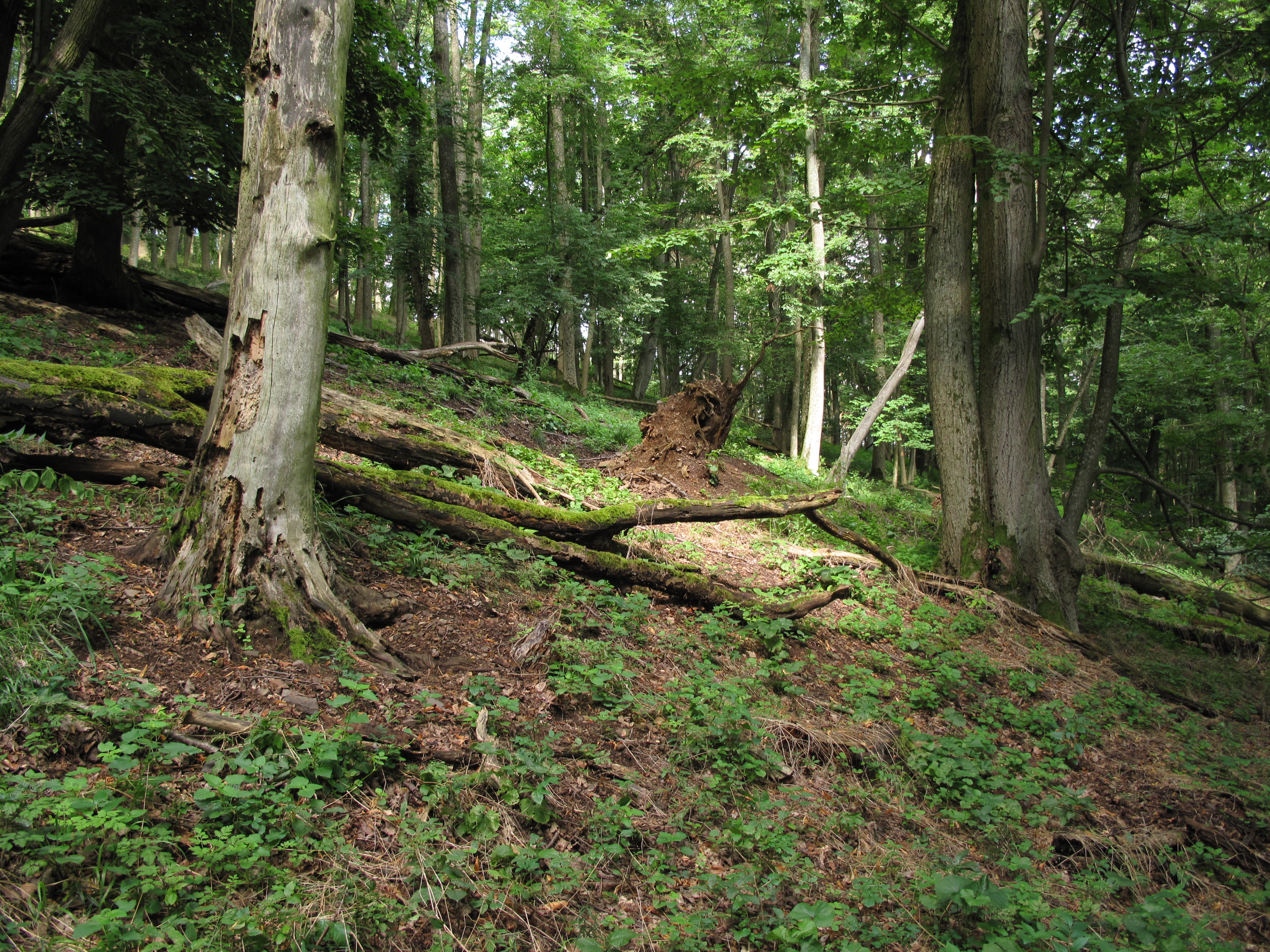
Na rozpadající se dřevo je vázána řada druhů hmyzu.

Území přírodní rezervace pokrývají čtyři biotopy. Rozsáhlé plochy chráněného území obrácené k jihu porůstá černýšová dubohabřina. Dominantním druhem v ní je dub zimní (Quercus petraea). Doplňují jej buk lesní (Fagus sylvatica), habr obecný (Carpinus betulus) a lípa malolistá (Tilia cordata). Keřové patro tvoří hlohy (Crataegus), lýkovec jedovatý (Daphne mezereum) a zimolez obecný (Lonicera xylosteum). Odstraňování porostů zimolezu patří k opatřením péče o rostliny. V podrostu těchto světlých lesů převládá lipnice hajní (Poa nemoralis), ale vyskytují se v nich také chráněné druhy jako bělozářka liliovitá (Anthericum liliago), lilie zlatohlavá (Lilium martagon), zimostrázek alpský (Polygala chameabuxus) a vemeník dvoulistý (Platanthera bifolia). Z běžných druhů zde roste ptačinec velkokvětý (Stellaria holostea), mařinka vonná (Galium odoratum), svízel lesní (Galium sylvaticum), třezalka chlupatá (Hypericum hirsutum), jaterník podléška (Hepatica nobilis) a náprstník velkokvětý (Digitalis grandiflora).
Na mělkých půdách se vyvinula břeková doubrava s jeřábem břekem (Surbus torminalis). V jejich bylinném patře roste klinopád obecný (Clinopodium vulgare), vikev hrachovitá (Vicia pisiformis), tolita lékařská (Vincetoxicum hirundinaria), oman hnidák (Inula conyzae) a jetel alpínský (Trifolium alpestre).
ejvýše položené části chráněného území porůstají habrové javořiny s javorem klenem (Acer pseudoplatanus) a javorem mléčem (Acer platanoides). Na balvanitém východním svahu javořiny přecházejí v bažankovou jaseninu, kde dominuje jasan ztepilý (Fraxinus excelsior) a doplňuje jej buk lesní a jilm horský (Ulmus glabra). Pro podrost javořin je typický česnáček lékařský (Alliaria petiolata) a kakost smrdutý (Geranium rebertianum). Pitulník horský (Galeobdolon montanum) roste jak v javořinách, tak v jaseninách na východním svahu, kde se vyskytuje také kopřiva dvoudomá (Urtica dioica), pšeníčko rozkladité (Milium effusum) a dymnivka dutá (Corydalis cava).

### Fauna
Dutiny stromů poskytují životní prostředí pro řadu ptačích a hmyzích druhů. Z druhů chráněných podle vyhlášky č. 395/1992 Sb. na území rezervace žijí lesní druhy obratlovců jako je ještěrka obecná (Lacerta agilis), slepýš křehký (Anguis fragilis) nebo žluva hajní (Oriolus oriolus). Význačnými druhy hmyzu jsou otakárek fenyklový (Papilio machaon), krajník pižmový (Calosoma sycophanta), mravenec lesní (Formica rufa), kovařík Hypoganus inunctus nebo nosatci rodu Acalles, kteří indikují přirozenou dřevinnou skladbu lesa.
Podpora populací hmyzu a některých druhů ptáků spočívá v ponechání doupných stromů a části odumírajícího nebo mrtvého dřeva v lese. Je také doporučeno umožnit samovolný rozpad pěti až šesti stromům na jeden hektar.

## Přístup
Území se nachází na strmém svahu Bělýšovského vrchu. Podél západní hranice prostřední části a přímo skrz největší jižní část vede žlutě značená turistická trasa z Chlumské, která končí na silnici II/185 východně od Slatiny.